# Cobar

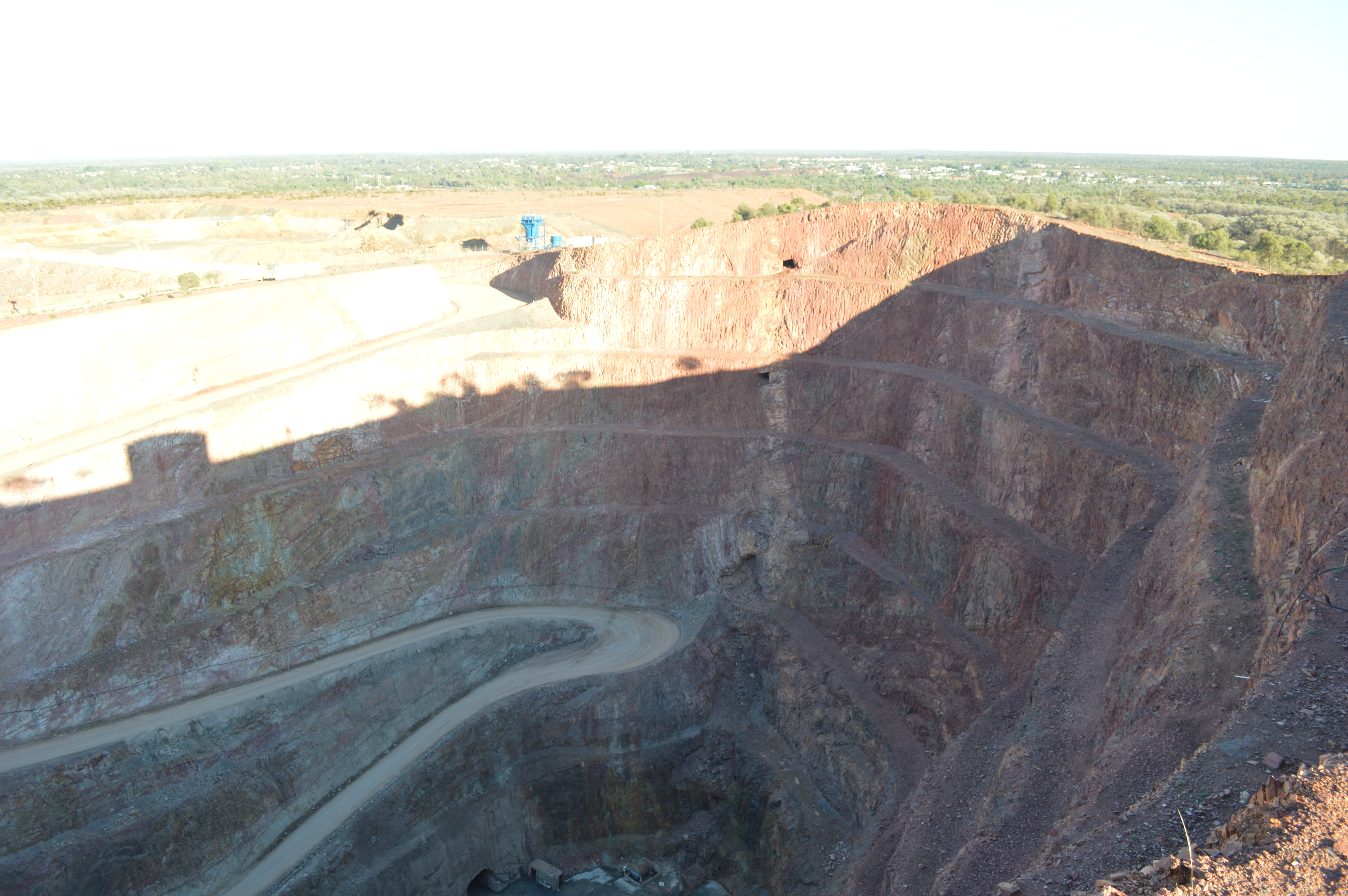
De open Fort Bourke Hill goudmijn in Cobar

Cobar is een plaats in de Australische deelstaat New South Wales en telt 4918 inwoners (2006).
Het is een mijnstad die afhankelijk is van de winning en verwerking van metaalertsen in de omgeving. De Cobar Belt is een van de grootste ertshoudende formaties uit het Fanerozoïcum in Australië, en wellicht de grootste in New South Wales. In 1869 werd hier koper ontdekt. De eerste lading kopererts uit de Great Cobar mijn werd in 1871 afgevoerd. Later werden nog afzettingen ontdekt van lood, zink, zilver en goud. Dit gebied strekt zich uit over ongeveer 60 km ten noorden en ten zuiden van Cobar en bevat naar schatting meer dan 431.000 ton koper, 1,6 miljoen ton lood, 2,5 miljoen ton zink, 4.000 ton zilver en 56 ton goud. Cobar werd zo een belangrijk productiecentrum van deze metalen.
Cobar ligt aan de Barrier Highway en heeft een eigen kleine luchthaven.